# L'Esquitx
|  | No s'ha de confondre amb Esquitx (revista) de l'any 2000. |

L'Esquitx fou una revista infantil il·lustrada, escrita en català, publicada a Barcelona entre 1931 i 1937. Fou una producció de l'editorial de Josep Baguñà i aparegué per primer cop el dia 3 de gener de 1931. Vingué a substituir la revista Virolet, com a suplement del setmanari En Patufet. S'imprimia a quatre colors i se'n publicaren un total de 296 números. Desaparegué el 1937, com a conseqüència dels enrenous de la Guerra Civil. Gaietà Cornet i Palau en fou el director.

## Col·laboradors
Els escriptors i il·lustradors que hi col·laboraren foren:
- Joan Junceda
- Joan Llaverias i Labró
- Carles Bécquer i Domínguez
- Valentí Castanys i Borràs
- Lluís Mallol i Suazo
- Gaietà Cornet i Palau
- Pere Prat i Ubach
- Artur Moreno i Salvador
- Santiago Junceda